# 6735 Madhatter
6735 Madhatter este o planetă minoră (asteroid) din centura de asteroizi. A fost descoperită pe 23 noiembrie 1992 la Nihondaira Observatory⁠(d) de Takeshi Urata și a fost numită după The Hatter⁠(d). 
Obiectul prezintă o orbită caracterizată de o semiaxă mare de 2,1587929 UAi, o excentricitate de 0,08, o înclinație de 2,90254 ° în raport cu ecliptica.